# Джим Дуглас
Джеймс Голлі «Джим» Дуглас (англ. James Holley «Jim» Douglas; нар. 21 червня 1951, Спрінгфілд, Массачусетс) — американський політик, був губернатором штату Вермонт з 2003 по 2011. Член Республіканської партії.
Він вивчав русистику у Коледжі Міддлбері.
Дуглас був обраний до нижньої палати законодавчих зборів штату, Палати представників Вермонту, у 1972. Вже у віці 25 років очолив республіканську більшість. У 1979 році став старшим помічником губернатора Річарда Снеллінга. У 1980 став державним секретарем штату. Намагався обратись до Сенату США у 1992, але програв демократу Патріку Лехі.